# Jan Bułhak

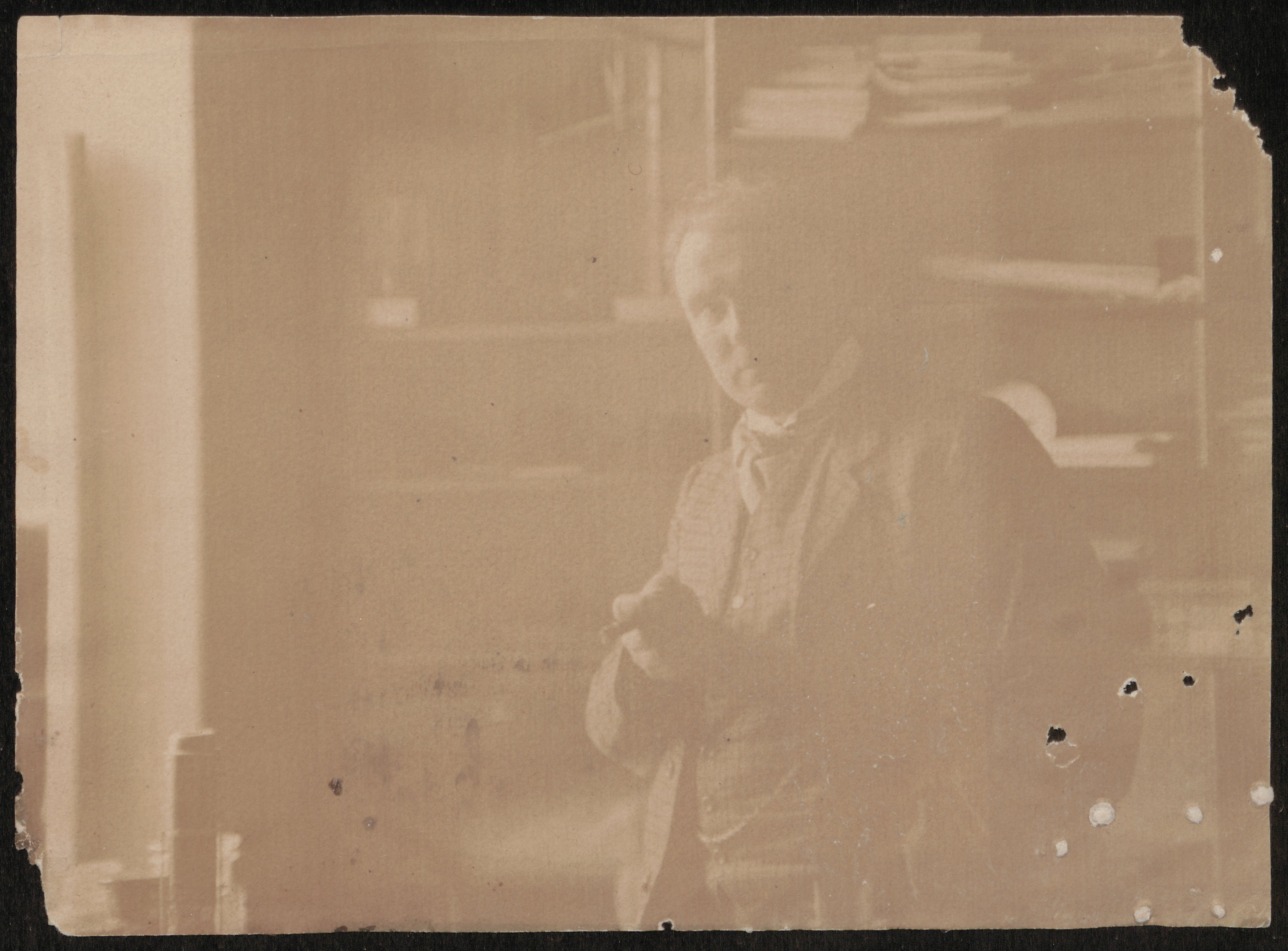
Jan Bułhak w swojej pracowni ok. 1910 roku

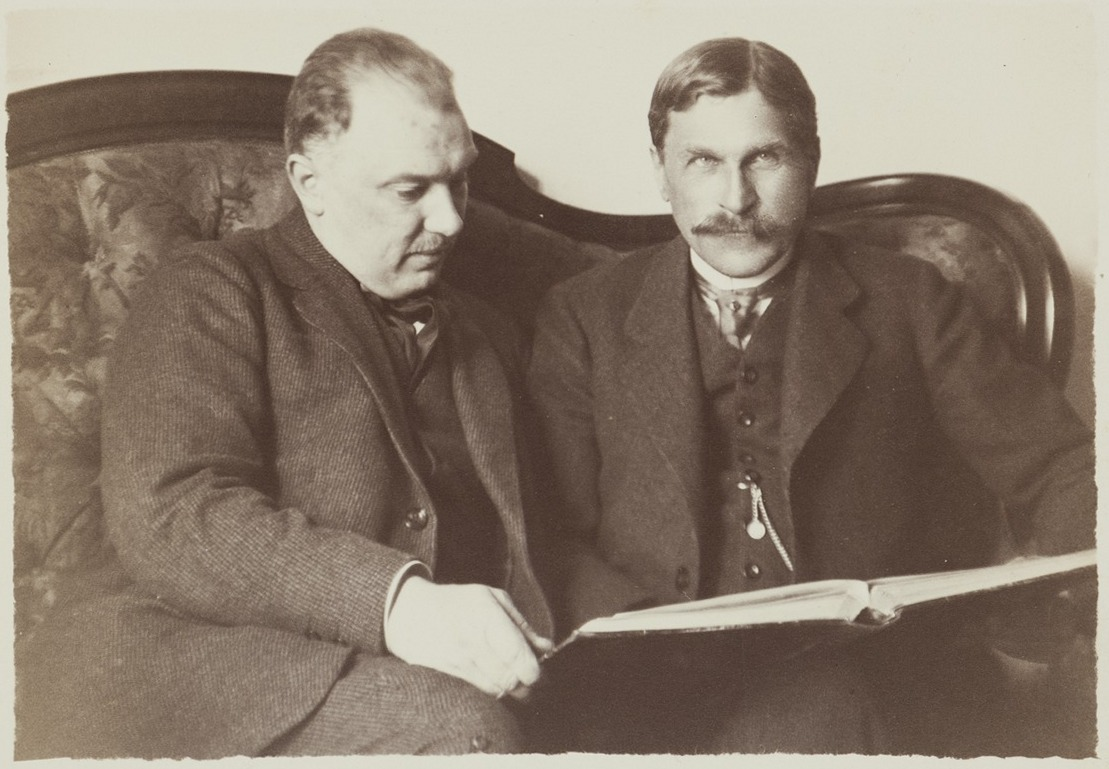
Jan Bułhak z Bogusławem Kraszewskim, 1914

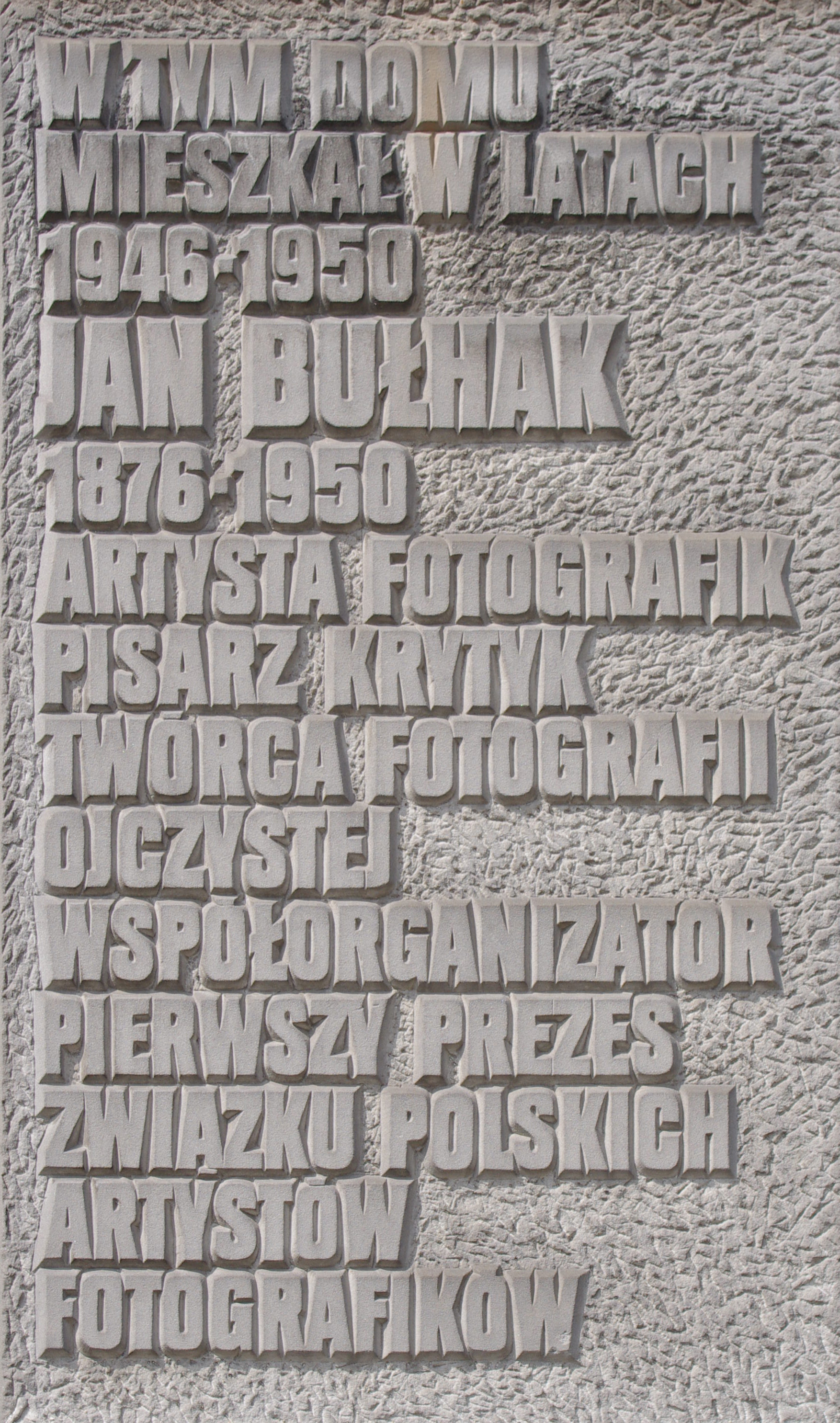
Tablica upamiętniająca Jana Bułhaka na budynku przy ul. Krasińskiego 18 w Warszawie

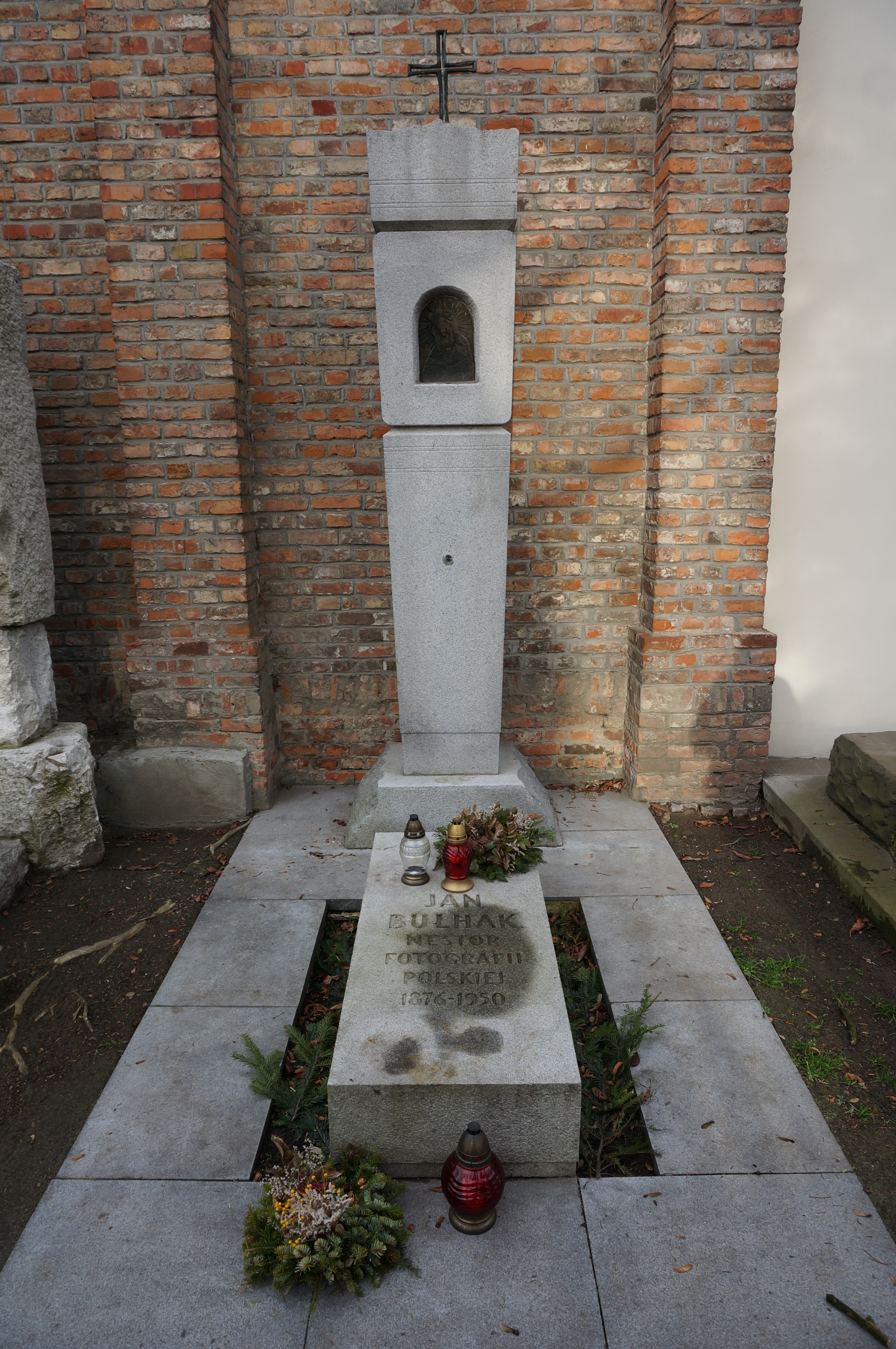
Grób Jana Bułhaka na cmentarzu Powązkowskim w Warszawie

Jan Brunon Bułhak (ur. 24 września?/6 października 1876 w Ostaszynie k. Nowogródka, zm. 4 lutego 1950 w Giżycku) – nestor polskiej fotografii. Filozof i teoretyk fotografii. Założyciel Fotoklubu Wileńskiego (1927) i współzałożyciel Fotoklubu Polskiego. Jego twórczość uważana jest za część wspólnego dziedzictwa kulturowego Białorusi, Litwy i Polski.

## Życiorys
Był synem Walerego Antoniego Stanisława Bułhaka herbu Syrokomla i Józefy Haciskiej h. Roch. Jego syn, urodzony w 1906 Janusz Bułhak, był kompozytorem i również fotografikiem.
Po ukończeniu gimnazjum w Wilnie studiował filozofię na Uniwersytecie Jagiellońskim. W 1901 ożenił się z Anną Haciską. Około roku 1905 otrzymał od żony pierwszy aparat fotograficzny i zajął się fotografią amatorską. Z namowy zaprzyjaźnionego malarza Ferdynanda Ruszczyca fotografia stała się jego głównym zajęciem. W roku 1912 uczył się fotografii w Dreźnie u Hugona Erfurtha. Po powrocie do Wilna zajął się zawodowo fotografią i otworzył własną pracownię fotograficzną. W latach 1912–1919 na zamówienie władz miasta wykonywał dokumentację fotograficzną jego krajobrazu i architektury. W następnych latach wykonał fotograficzną dokumentację architektury innych miast, m.in. Warszawy, Krakowa, Grodna, Zamościa, Lublina, Kazimierza Dolnego, a także wielu innych mniejszych miejscowości, dworów itp. W jego pracowni powstało 158 albumów poświęconych miastom i regionom II Rzeczypospolitej. Był również wydawcą wielu pocztówek ze swoimi fotografiami.
W latach 1919–1939 kierował Zakładem Fotografii Artystycznej na Wydziale Sztuk Pięknych Uniwersytetu Stefana Batorego w Wilnie. Był opiekunem koła fotograficznego przy Gimnazjum w Grodnie (uczniem był tam Julian Rudak, pomagający prof. Bułhakowi w wykonywaniu zdjęć na Wileńszczyznie).
Był przedstawicielem piktorializmu. Znany jest z wielu wspaniałych fotogramów. Twórca estetyki bułhakowskiej. W jego fotografiach widoczne są wpływy grafiki i malarstwa, widoczne u jego kontynuatorów (m.in. Romualda Mieczkowskiego). Był autorem pojęcia fotografiki, mającego określać tę gałąź grafiki, którą tworzy się przy pomocy technik fotograficznych i odróżniać sztukę fotograficzną od fotografii reporterskiej, technicznej czy amatorskiego fotografowania. Swoje poglądy na temat sztuki fotograficznej zawarł w wydanej w 1931 r. książce pt. Fotografika. Zarys fotografii artystycznej.
W lipcu 1944 roku, w czasie walk o Wilno spłonęła jego pracownia, a w niej 50 000 skatalogowanych negatywów, dotyczących głównie Wilna i Wileńszczyzny, ale też i wielu innych miast Polski oraz niektórych miast niemieckich. Niektóre z negatywów pochodziły z lat 1910–1915.
Po II wojnie światowej wraz z synem dokumentował zniszczenia wielu miast Polski. Zaczął od Wilna, którego zniszczenia bardzo przeżył, po przymusowym wysiedleniu w nowe granice Polski fotografował też inne miasta. Był współzałożycielem powstałego w 1947 Związku Polskich Artystów Fotografów. Jego legitymacja członkowska ZPAF miała numer 1.
Spoczywa na cmentarzu Powązkowskim (Aleja Zasłużonych-1-54,55).

## Wybrane fotografie

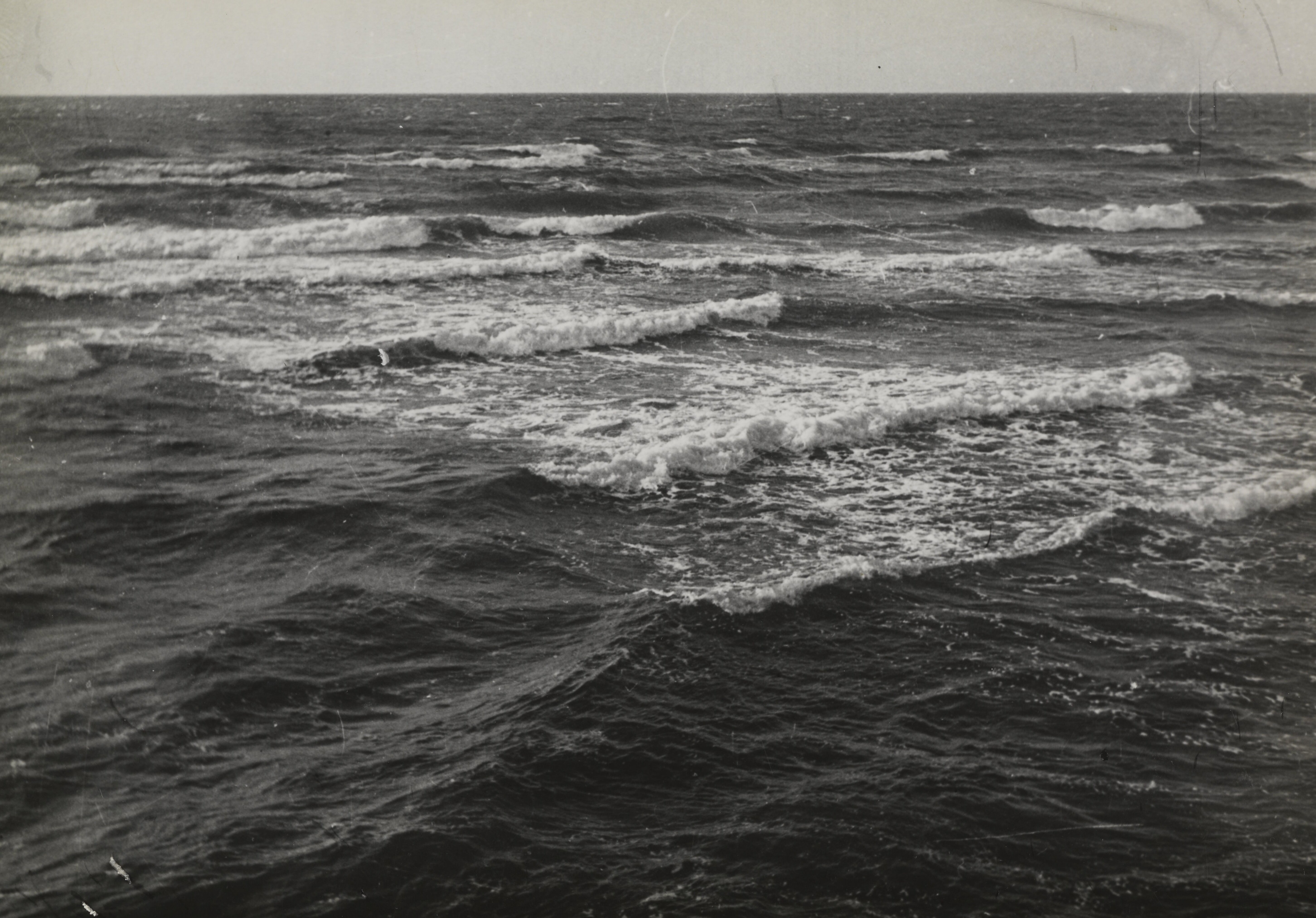
Międzyzdroje, Bałtyk (1949)
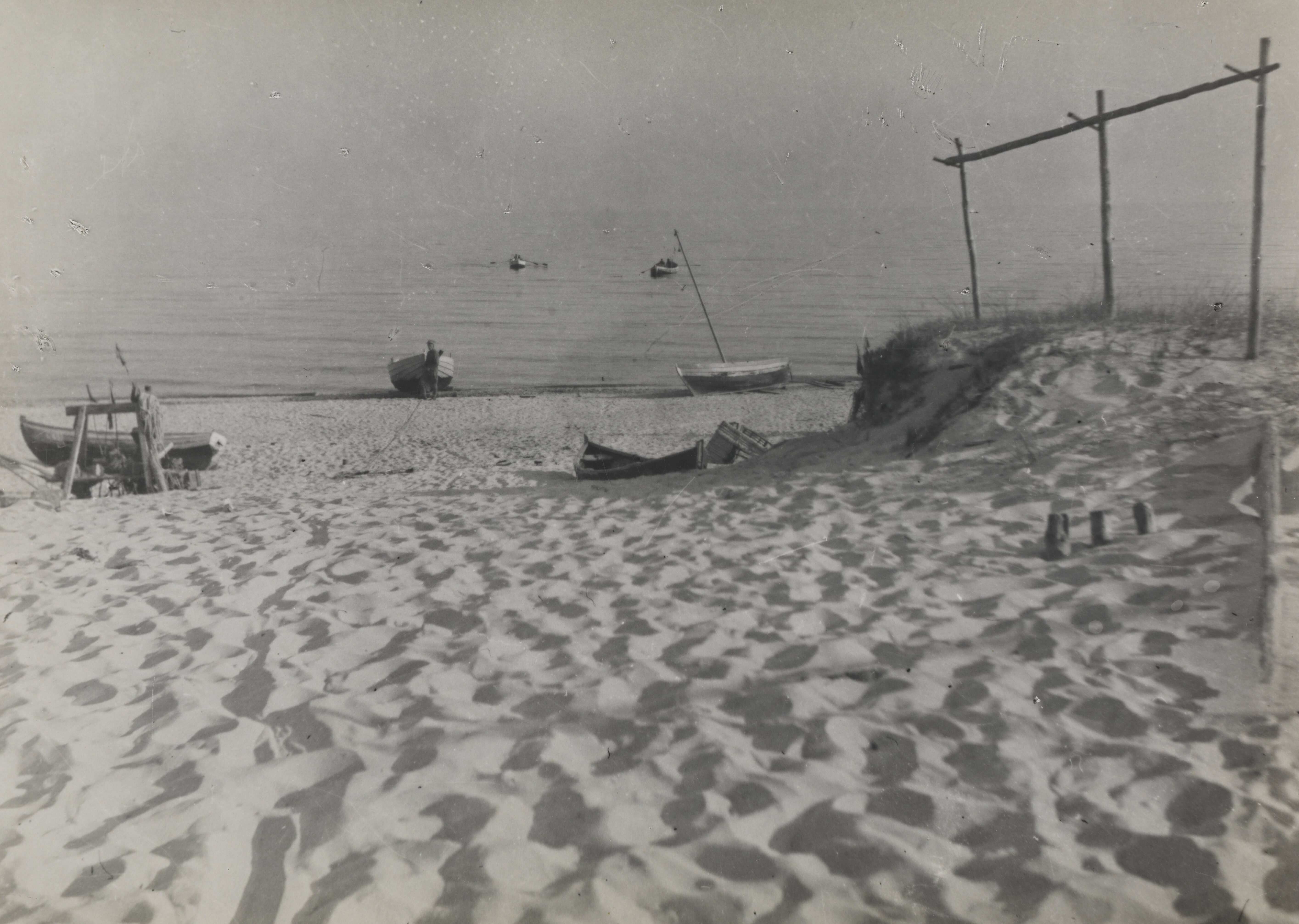
Międzyzdroje, plaża (1945)
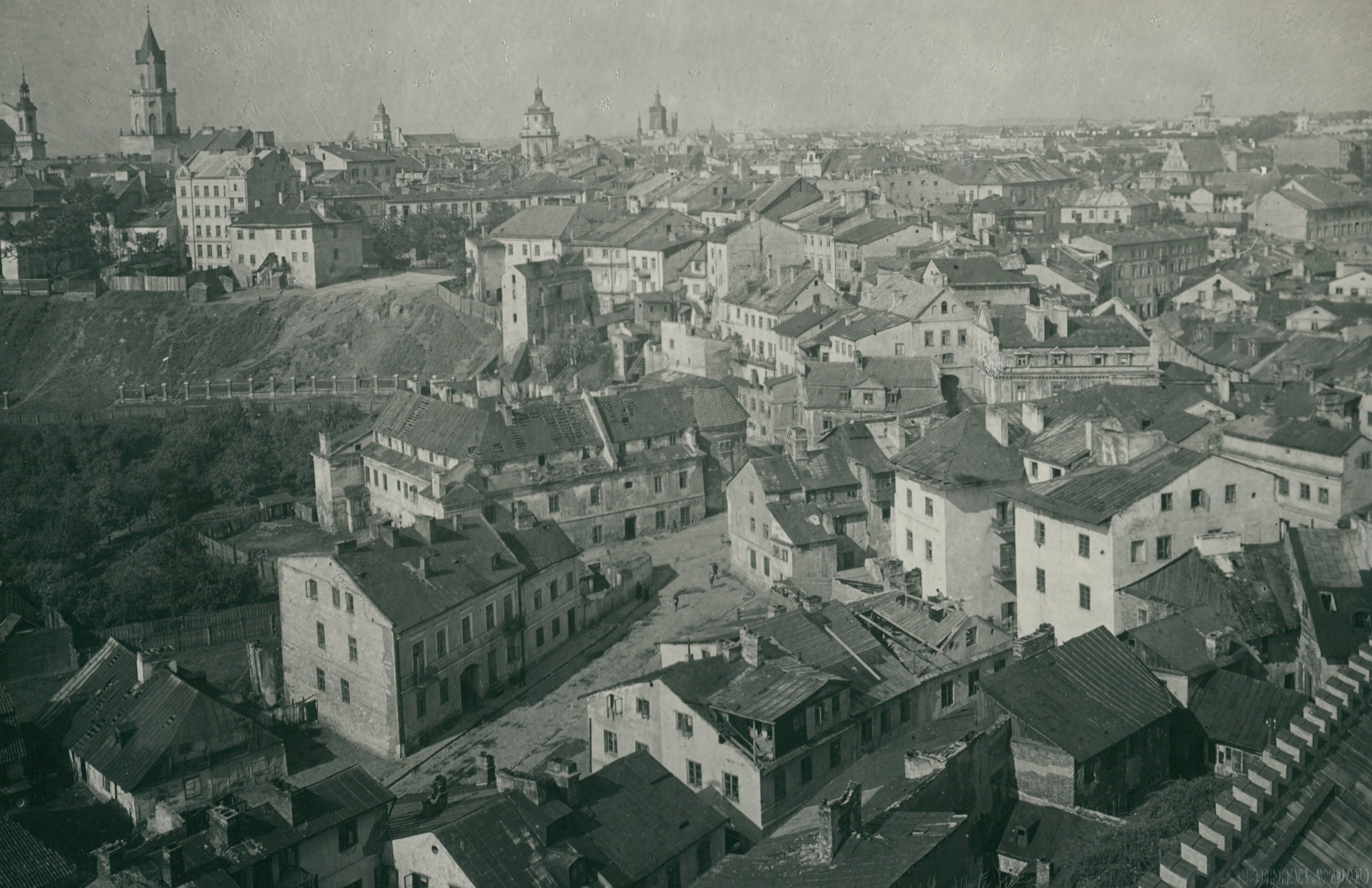
Lublin, widok ogólny (przed 1924)
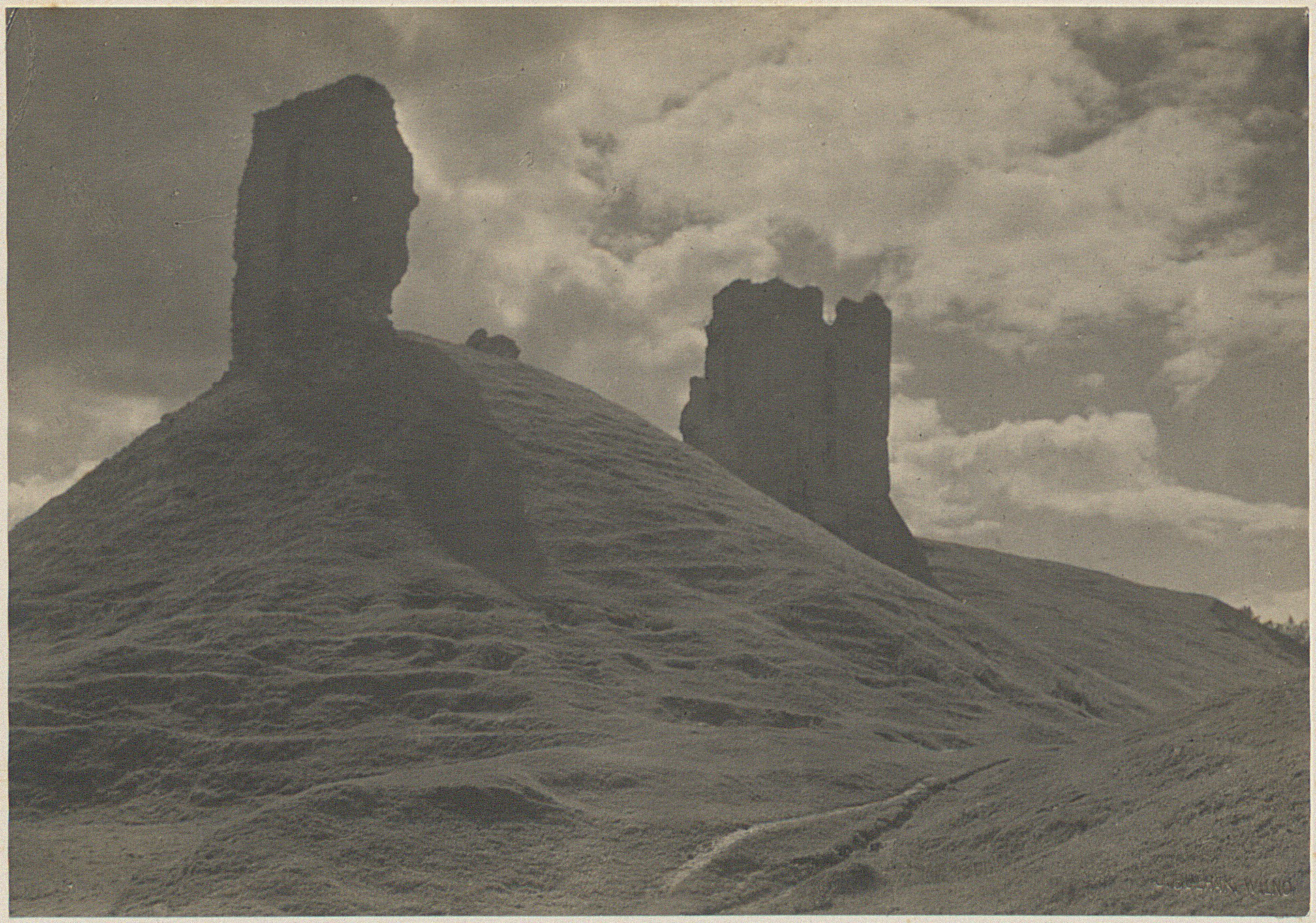
Zamek w Nowogródku (1925)
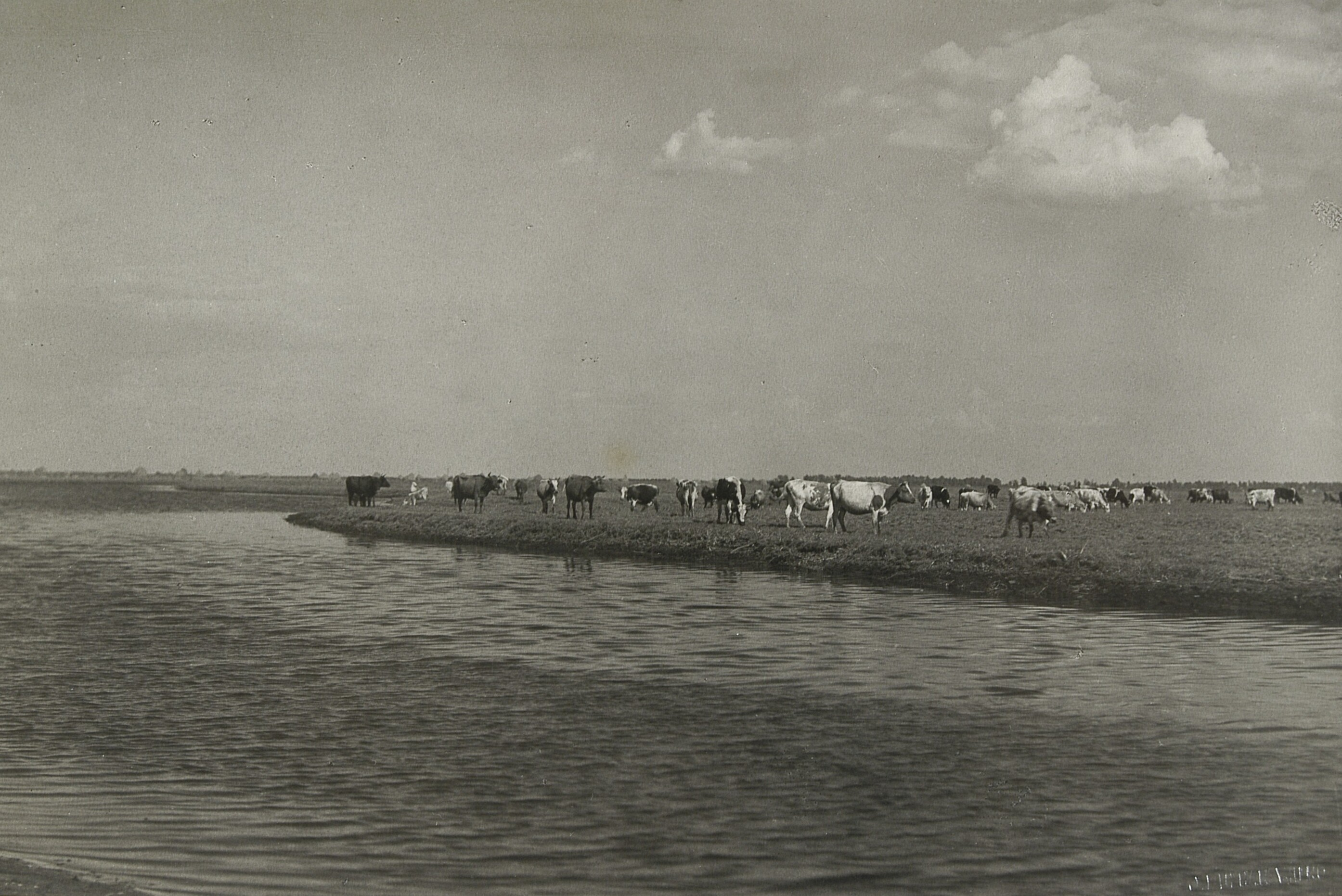
Rzeka Bobryk (przed 1934)
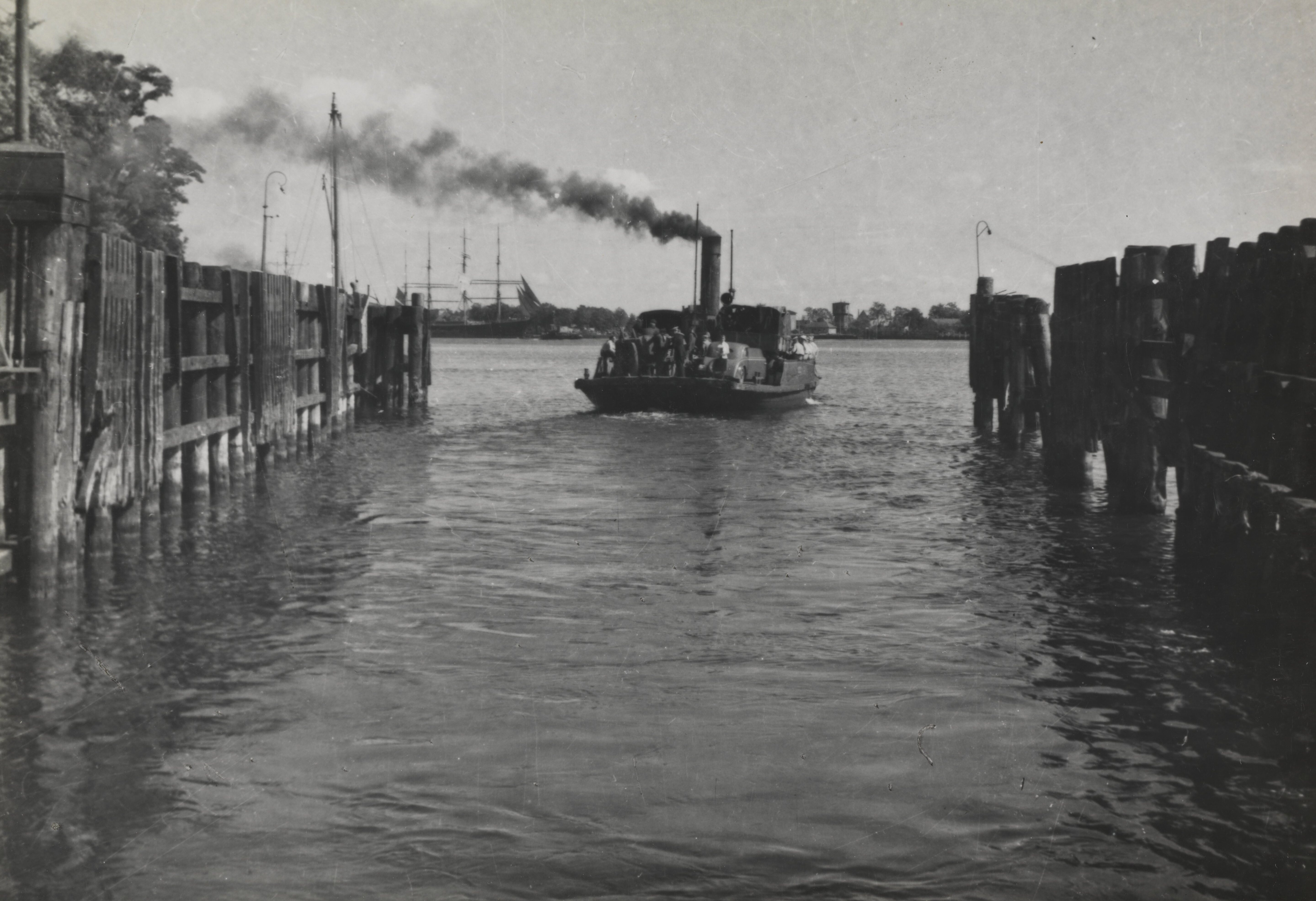
Prom na rzece Świnie (1945)
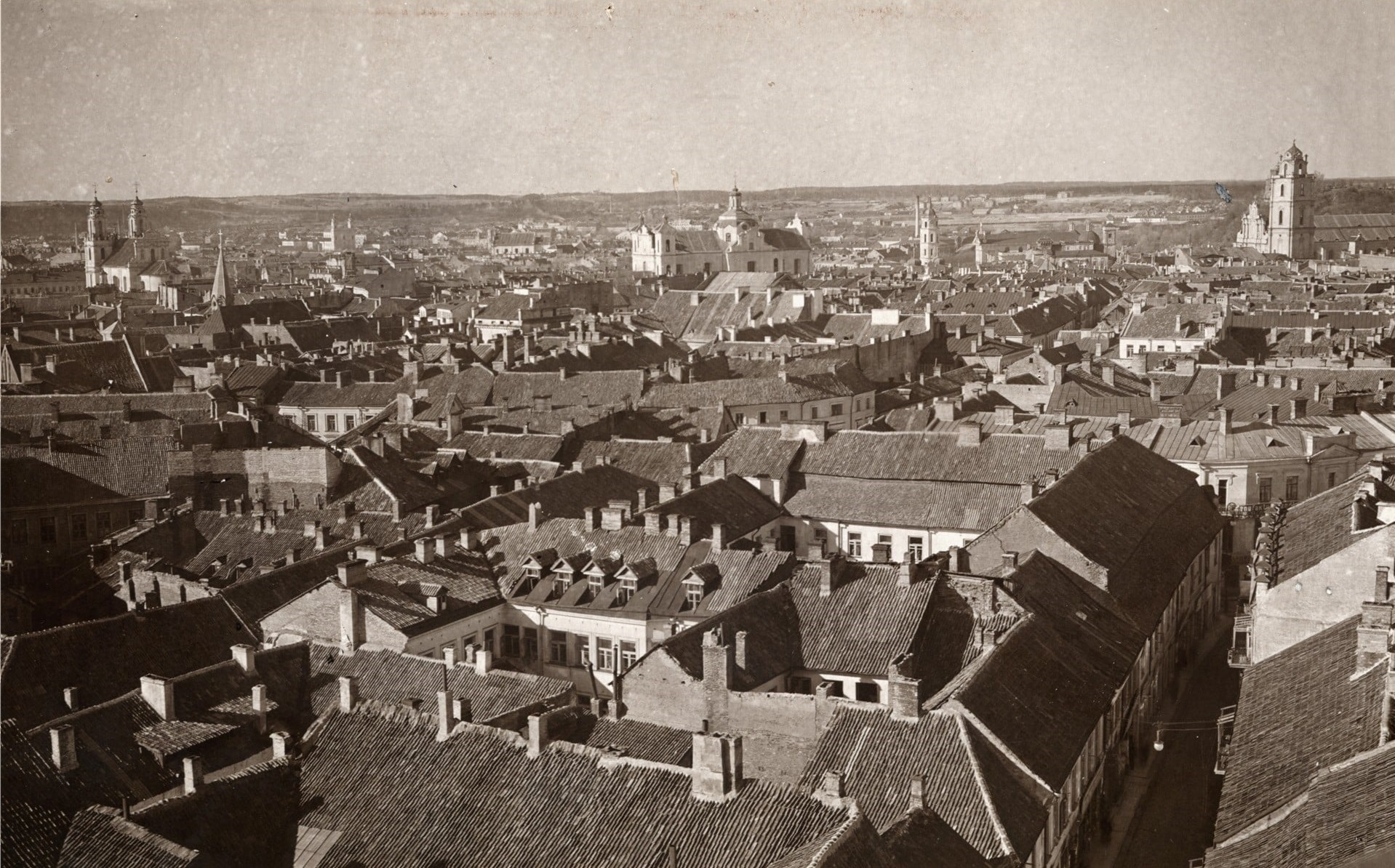
Panorama Wilna (1944)
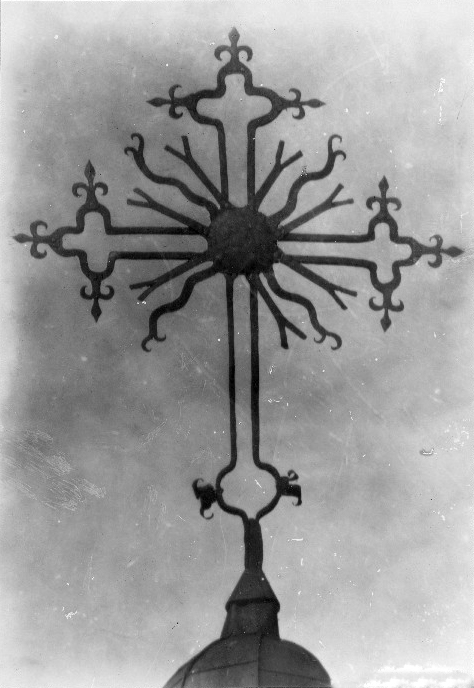
(1931)
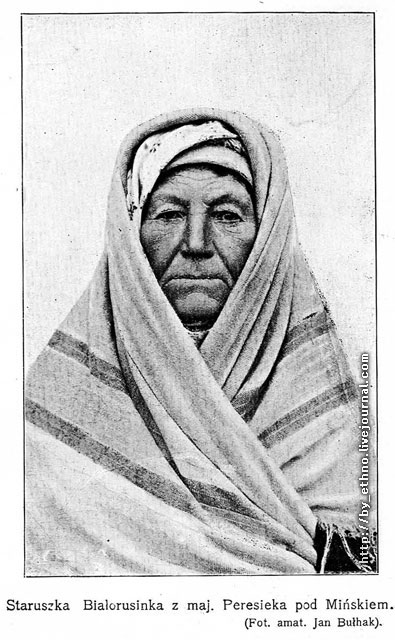
Białorusinka z majątku koło Mińska (1910)
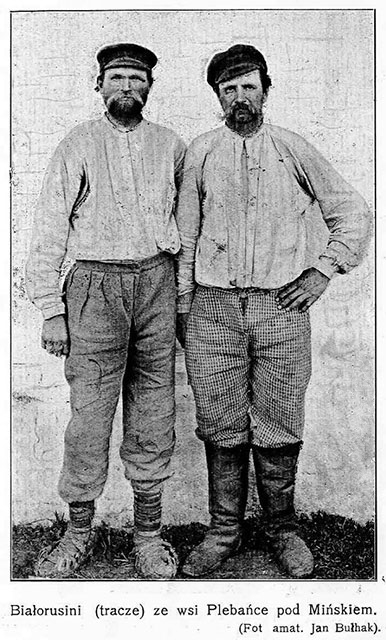
Tartacy ze wsi koło Mińska (1910)

## Wystawy indywidualne
- „Jan Bułhak” – Warszawa (1928)
- „Ruiny Warszawy” – Muzeum Narodowe, Warszawa (1946)
- „Fotografia Jana Bułhaka” – Stara Galeria ZPAF, Warszawa (1972)
- „Ziemie Odzyskane” – Muzeum Narodowe, Wrocław (1980)
- „Warszawa oskarża” – Kraków (1981)
- „Jan Bułhak-fotografik” – Muzeum Narodowe, Warszawa + objazd (2006)

## Wystawy zbiorowe
- „Krajobraz Polski” (ponad 80 fotografii J. Bułhaka) – Salon Warszawskiego Ratusza, Warszawa (1912)
- „Wystawa sztuki polskiej” – Paryż, Francja (1912)
- „Wystawa sztuki polskiej” – Paryż, Francja (1923)
- „XX Salon International d’Art Photographique 2e Salon de Photographie” – Paryż, Francja (1925)
- „I Międzynarodowy Salon Fotografii Artystycznej” – Warszawa (1927)
- „Międzynarodowa Wystawa Fotografii” – Warszawa (1930)
- „4 Międzynarodowa Wystawa Fotografii” – Wilno (1936)
- „I Wystawa Fotografii Ojczystej” – Warszawa (1938)
- „I Ogólnopolska Wystawa Fotografiki” – Warszawa (1947)
- „Polska fotografia artystyczna do roku 1939” – Muzeum Narodowe, Wrocław (1977)
- „Fotografia polska 1839–1979” – Nowy Jork, USA (1979)
- „Photographie Polonaise 1900–1981” – Centre Georges Pompidou, Paryż, Francja (1981)
- „Polska Fotografia Krajobrazowa 1944–1984” – BWA, Kielce (1985)

## Publikacje
- Wilno – Warszawa (1924)
- Moja Ziemia – Warszawa (1924)
- Fotografika. Zarys fotografii artystycznej – Warszawa (1931)
- Wędrówki fotografa (łącznie 36 zeszytów) – Wilno (1931–1936), w tym m.in.:
  - z. 1: Krajobraz wileński – 1931
  - z. 2: Krajobraz widziany przez soczewkę – 1933
  - z. 3: Przez Ponary do Trok – 1933
  - z. 4-5: Narocz największe jezioro w Polsce – 1935
  - z. 6: Człowiek twórcą krajobrazu – 1936
  - z. 7: Ruszczycowe dożynki – 1935
  - z. 8-9: Pejzaż Wilna – 1936
- Technika bromowa – Wilno (1933)
- Bromografika – Wino (1934)
- Estetyka światła – Wilno(1936)
- 26 lat z Ruszczycem – Wilno (1939)
- Polska fotografia ojczysta – Poznań (1939)
- Fotografia Ojczysta – Wrocław (1951)

## Ordery i odznaczenia
- Krzyż Oficerski Orderu Odrodzenia Polski[7] (28 kwietnia 1926)[8]
- Złoty Krzyż Zasługi (11 listopada 1937)[9]
- Srebrny Wawrzyn Akademicki (7 listopada 1936)[10]